# Alunda
Alunda is een plaats in de gemeente Östhammar in het landschap Uppland en de provincie Uppsala län in Zweden. De plaats heeft 2224 inwoners (2005) en een oppervlakte van 207 hectare.

## Verkeer en vervoer
Bij de plaats loopt de Länsväg 288.